# ローダイ (カリフォルニア州)
ローダイ（英: Lodi、[ˈloʊdaɪ]）は、アメリカ合衆国カリフォルニア州のサンホアキン郡にある都市。人口は6万6348人（2020年）。ストックトンの北に位置している。

## 概要
ワイン生産の中心地（「世界のジンファンデル首都」）として知られるが、昔からソノマ郡やナパ郡の方が品質で優れたものを産出している。しかし近年、ローダイというブランドが「ジンファンデル・ワイン」など品種ものワインとして評価されるようになってきている。全国的にはバンド「クリーデンス・クリアウォーター・リバイバル」の歌『ローダイ』で認知されてきた。近くにあるウッドブリッジの町にはロバート・モンダヴィが造った著名醸造所ウッドブリッジがある。モンダヴィはローダイで育ち、モンダヴィ醸造所はアメリカのワイン史の中でも影響力の大きかったところと考えられている。
2005年、住民のハミド・ヘイアットとウマー・ヘイアット父子が逮捕され、州内初のテロ容疑による裁判を受けたことで、国際的な注目を集めた。

### 地名の由来
ローダイという名前の由来には諸説ある。1つは4マイル (6.4 km) 繋駕速歩レースの記録を持っていた馬の名だとするものだが、この馬の名声は1869年が頂点であり、町名が変更された1873年までその名が残っていたかは疑問とされる。2つめは北イタリアの都市ローディであり、ナポレオン・ボナパルトが1796年にオーストリア軍を破り、ナポレオン初の勝利となった場所である。3つめが可能性の高い説であり、初期開拓者の幾らかがイリノイ州ローダイの出身だったので、故郷の名前を付けたというものである。
1906年の住民投票では2対1の比率で賛成が上回り、ローダイは公式に法人化された。1911年に消防署が設立され、1919年にはベイシティ・ガスと水道を買収した。この頃に建設された公共建築物として、1905年のローダイ・オペラハウス、1909年のカーネギー図書館、1915年の病院があった。

## 地理

### 地形
ローダイはセントラル・バレーの中央付近にあり、地形は平坦で標高は約15メートルである。昔から家畜の放牧や穀物の栽培に使われてきた。
ローダイ市と南に隣接するストックトンとの市境を明確にするための緩衝地帯として、緑地帯を保存する運動が行われてきた。
アメリカ合衆国国勢調査局に拠れば、市域全面積は13.825平方マイル (35.805 km2)、このうち陸地は13.611平方マイル (35.252 km2)、水域は0.214平方マイル (0.553 km2)で水域率は1.54％である。

### 気候
ローダイの冬は冷涼で雨が多く、また濃い地霧が発生するのが特徴であり、夏は温かく乾燥している。サクラメント・サンホアキン・デルタに近接しているので、夏の夜間に気温は50°F 台(10 ℃) まで下がることが通常である。夏にサンフランシスコ湾から霧や低い雲が流れ込むことがあり、特に夏の夜は快適になることがある。
1月の平均気温は最高55°F (13 ℃) 、最低37°F (3 ℃) である。7月の平均気温は最高91°F (33 ℃) 、最低57°F (14 ℃) である。気温が90°F (32 ℃) を超える日は年平均で65.3日あり、氷点下になる日は30.5日ある。過去最高温度は1961年6月15日に記録されたで111°F (44°F) だった。過去最低温度は1949年1月11日に記録された11°F (-12°C) だった
年間平均降水量は18インチ (460 mm) であり、平均降雨日は59日である。過去最も雨が多かったのは1983年の35.4インチ (900 mm)、少なかったのは1976年の7.19インチ (182 mm) だった。月間雨量の最大は1911年1月の15.01インチ (381 mm)、24時間雨量で最大は1930年1月12日の3.76インチ (96 mm) だった。降雪は非常に希だが、1930年1月12日には1.5インチ (3.8 cm) の雪が降った。1月が最も降水量の多い月である。
| ローダイの気候                                                            | ローダイの気候 | ローダイの気候 | ローダイの気候 | ローダイの気候 | ローダイの気候 | ローダイの気候 | ローダイの気候 | ローダイの気候 | ローダイの気候 | ローダイの気候 | ローダイの気候 | ローダイの気候 | ローダイの気候 |
| 月                                                                        | 1月            | 2月            | 3月            | 4月            | 5月            | 6月            | 7月            | 8月            | 9月            | 10月           | 11月           | 12月           | 年             |
| ------------------------------------------------------------------------- | -------------- | -------------- | -------------- | -------------- | -------------- | -------------- | -------------- | -------------- | -------------- | -------------- | -------------- | -------------- | -------------- |
| 最高気温記録 °F （°C）                                                    | 72 (22)        | 78 (26)        | 87 (31)        | 96 (36)        | 103 (39)       | 111 (44)       | 110 (43)       | 109 (43)       | 107 (42)       | 99 (37)        | 87 (31)        | 76 (24)        | 111 (44)       |
| 平均最高気温 °F （°C）                                                    | 55 (13)        | 62 (17)        | 67 (19)        | 74 (23)        | 81 (27)        | 87 (31)        | 91 (33)        | 90 (32)        | 87 (31)        | 79 (26)        | 64 (18)        | 55 (13)        | 74 (23)        |
| 平均最低気温 °F （°C）                                                    | 37 (3)         | 40 (4)         | 43 (6)         | 45 (7)         | 50 (10)        | 54 (12)        | 57 (14)        | 56 (13)        | 53 (12)        | 48 (9)         | 41 (5)         | 36 (2)         | 47 (8)         |
| 最低気温記録 °F （°C）                                                    | 11 (−12)       | 18 (−8)        | 22 (−6)        | 30 (−1)        | 32 (0)         | 37 (3)         | 40 (4)         | 40 (4)         | 34 (1)         | 29 (−2)        | 22 (−6)        | 13 (−11)       | 11 (−12)       |
| 雨量 inch （mm）                                                          | 3.56 (90.4)    | 3.29 (83.6)    | 2.99 (75.9)    | 1.16 (29.5)    | 0.61 (15.5)    | 0.13 (3.3)     | 0.06 (1.5)     | 0.08 (2)       | 0.34 (8.6)     | 1.05 (26.7)    | 2.35 (59.7)    | 2.60 (66)      | 18.22 (462.8)  |
| 出典：http://www.weather.com/weather/wxclimatology/monthly/graph/USCA0623 |                |                |                |                |                |                |                |                |                |                |                |                |                |

### 人口

#### 人口動態
2010年国勢調査
以下は2010年の国勢調査による人口統計データである。
| 基礎データ - 人口: 62,134人 - 世帯数: 22,097 世帯 - 家族数: 15,258 家族 - 人口密度: 1,735.3人/km2（4,494.5 人/mi2） - 住居数: 23,792 軒 - 住居密度: 664.5軒/km2（1,721.0 軒/mi2） - 持ち家: 54.7% - 借家: 45.3% - 持ち家空き家率: 2.3% - 貸し室空室率: 8.2% 人種別人口構成 - 白人: 71.9% - アフリカン・アメリカン: 0.8% - ネイティブ・アメリカン: 0.9% - アジア人: 6.9% - 太平洋諸島系: 0.2% - その他の人種: 18.0% - 混血: 4.6% - ヒスパニック・ラテン系: 36.4% | 年齢別人口構成 - 18歳未満: 27.8% - 18-24歳: 9.4% - 25-44歳: 25.6% - 45-64歳: 23.6% - 65歳以上: 13.5% - 年齢の中央値: 34歳 - 性比（女性100人あたり男性の人口） - 総人口: 95.5 - 18歳以上: 92.1 世帯と家族（対世帯数） - 18歳未満の子供がいる: 38.3% - 結婚・同居している夫婦: 49.6% - 未婚・離婚・死別女性が世帯主: 13.2% - 単身世帯: 25.1% - 65歳以上の老人1人暮らし: 11.6% - 平均構成人数 - 世帯: 2.78人 - 家族: 3.35人 |

成人の4,336人が（総合格闘家のニック・ディアスを含む）9年生まで修了していない。5,175人が高校に通ったことがあり、8,910人は高校卒、8.367人がカレッジに入学、2,777人が準学士、3,797人が学士、1,685人が修士を得ていた。高校以上の学歴は住民の79%だった。
2000年国勢調査
以下は2000年の国勢調査による人口統計データである。
| 基礎データ - 人口: 68,000 人 - 世帯数: 20,692 世帯 - 家族数: 14,339 家族 - 人口密度: 1,798.0人/km2（4,657.9人/mi2） - 住居数: 21,378 軒 - 住居密度: 674.4軒/km2（1,747.0 軒/mi2） 人種別人口構成 - 白人: 74.42% - アフリカン・アメリカン: 0.60% - ネイティブ・アメリカン: 0.87% - アジア人: 5.05% - 太平洋諸島系: 0.12% - その他の人種: 13.99% - 混血: 4.95% - ヒスパニック・ラテン系: 27.13% | 年齢別人口構成 - 18歳未満: 28.2% - 18-24歳: 9.6% - 25-44歳: 28.1% - 45-64歳: 19.8% - 65歳以上: 14.3% - 年齢の中央値: 34歳 - 性比（女性100人あたり男性の人口） - 総人口: 95.3 - 18歳以上: 91.8 世帯と家族（対世帯数） - 18歳未満の子供がいる: 35.8% - 結婚・同居している夫婦: 51.7% - 未婚・離婚・死別女性が世帯主: 12.2% - 非家族世帯: 30.7% - 単身世帯: 25.4% - 65歳以上の老人1人暮らし: 11.2% - 平均構成人数 - 世帯: 2.71人 - 家族: 3.25人 | 収入と家計 - 収入の中央値 - 世帯: 39,570米ドル - 家族: 47,020米ドル - 性別 - 男性: 37,738米ドル - 女性: 27,073米ドル - 人口1人あたり収入: 18,719米ドル - 貧困線以下 - 対人口: 16.7% - 対家族数: 12.3% - 18歳未満: 23.3% - 65歳以上: 9.6% |

## 歴史
- 1859年、地元民集団が学校を建てることにしたとき、現在のチェロキー・レーンとターナー道路がある場所に定着していた。
- 1869年、セントラル・パシフィック鉄道が新しいルートを造る過程にあり、開拓者のエゼキエル・ローレンス、リューベン・ワードローブ、A・C・エアーズ、ジョン・マグリーが、ここに駅を造る動機付けとして広さ160エーカー (650,000 m2) の土地を鉄道会社に提案した。鉄道会社は町の真ん中の12エーカー (49,000 m2) を「鉄道保留地」として受け取り、測量士がワシントン通りからチャーチ通り、まあロカスト通りからウォルナット通りの間の区画割りを決め始めた。近くのウッドブリッジ、リバティシティ、ゴールトなどから開拓者が集まるようになり、その中には町の設立者であるジョン・M・バートとダン・クリストがいた[13]。

当初の町は近くにある川からモークリューム町、鉄道駅もモークリューム駅と呼ばれたが、近くにある町と混同する場合があって名前を変更することになり、州都サクラメントの議会で公式に認められた。

## 対外関係

### 姉妹都市
- 甲府市（日本国 中部地方 山梨県）[14]
- ローディ（イタリア共和国 ロンバルディア州 ローディ県）

## 経済
ローダイの初期産業は製材業、製粉業、ワイン製造業、果樹栽培、牛の放牧だった。
ローダイ土地製材会社の製材所は1877年にモークリューム川南岸に建設された。雨期にシエラネバダ山脈から流れてくる水を利用して材木を運び降ろしていた。製材所は蒸気機関を使い、1日40,000ボードフィート (94 m3) の製材能力があった。
1857年にアルジェリアから導入された「フレイム・トーケイ」種ブドウがブドウ園での栽培品種となり、地域の砂質ローム層とスイサン峠の直ぐ東にあるという地形的条件故に、次第に著名になっていった。19世紀後半の短期間、西瓜や小麦に特産品の座を奪われたが、価格低下やラベリングの問題があって、ブドウの生産量が増すようになった。
20世紀初期は大型の製造業やサービス業が立地するようになり、その中にはスーパーモールド、ピンカートン・ファンドリー、ローダイ・トラックサービス、ローダイ鉄工所、太平洋岸プロデューサー、ホルツ・ゴム会社、バレー・インダストリーズ、ゴーアリング食肉会社など、全国に配送できる能力を備えたものもあった。
今日では大規模製造業、サービス業、農業の会社があり、例えばアーチャー・ダニエルズ・ミッドランド、ブルー・シールド・オブ・カリフォルニア、ダート・コンテナ、ゼネラルミルズ、ホルツ・ゴム会社、クボタ・トラクターズ、ローダイ鉄工所、ミラー・パッキング会社、太平洋岸プロデューサー、タイガー・ラインズ、バレー・インダストリーズ、ウッドブリッジ・ロバート・モンダビなどがある。
1919年A&WルートビアとA&Wレストランが誕生した。その後最初期のファストフード・チェーン店に成長した。

### 拠点を置く主な企業
主要雇用主
ローダイ市の2011年包括的財務報告書に拠れば、市内の主要雇用主は次の通りである。
| 順位 | 雇用主                                              | 従業員数 |
| ---- | --------------------------------------------------- | -------- |
| 1    | ローダイ統合教育学区                                | 2,762    |
| 2    | ローダイ記念病院                                    | 1,329    |
| 3    | 太平洋岸プロデューサー                              | 1,000    |
| 4    | ブルー・シールド・オブ・カリフォルニア              | 850      |
| 5    | コテージ・ベイカリー                                | 540      |
| 6    | ゼネラルミルズ                                      | 480      |
| 7    | ローダイ市                                          | 440      |
| 8    | 中央カリフォルニア・ファーマーズ & マーチャンツ銀行 | 353      |
| 9    | ウォルマート                                        | 245      |
| 10   | ターゲット・コーポレーション                        | 209      |

## 情報・通信

### マスメディア
- 「ローダイ・マンスリー・マガジン」
- 「ローダイ・ニューズ・センティネル」

## 観光

### 観光スポット

#### 文化施設
博物館
ヒルハウス博物館は、1906年にローダイの富裕層のために建てられたアン女王・ビクトリア様式建築物を改修したものであり、この家に当初からある家具など町の歴史に関する展示がある。
サンホアキン郡歴史協会博物館は郡内でも最大の博物館であり、ローダイのすぐ南、マイク・グローブ地域公園にある。多くの展示物や対話型の展示を通じて地域の歴史を辿ることができる。
中心街にある科学博物館のワールド・オブ・ワンダーズは、サンフランシスコ・イクスポラトリアムをモデルにしており、対話型の科学展示、教室、販売店がある。2009年1月4日に開館した。

## 文化・名物

### 祭事・催事
- ファーマーズ・マーケット
  - 6月7日から9月27日までの毎週木曜日夜、中心街のスクール通りでファーマーズ・マーケットが開催されている。ローダイ中心街事業共同運営体が主催し運営している。生鮮品や調理品、工芸品が屋台に並べられ、音楽の生演奏もある。
- ローダイ・ブドウ祭
  - 毎年9月にローダイ・ブドウ祭が開催され、乗馬、食事、ワインのテイスティングなどが楽しめる。また春のワインショーは3月下旬から4月上旬に開催されて、復活祭の頃と一致しており、50以上の受賞経験のあるワイン醸造所が並ぶ[22]。
- テイスト・オブ・ローダイ
  - テイスト・オブ・ローダイは地域でも権威ある食事とワインの行事である。この行事は観光業の成長を支援し、地域40以上の受賞経験のあるワイン醸造所の他、著名レストランや食品製造者の特選料理が出展される。またワインのセミナー、シェフのデモンストレーション、ライブ音楽演奏もあり、さらにポート・シガー・チョコレート・パビリオンができる[23]。
- ジンフェスト
  - ジンフェストはローダイ・ワイングレープ委員会が2005年にローダイ湖で始めたものであり、ローダイの最上級ジンファンデル・ワインが出品される[24]。通常5月の第3週末に開催され、「ビントナーズ・グリル」と呼ばれる金曜日夜のディナーが特筆される。

### 名産・特産
- ブドウとワイン
  - ローダイと周辺地域はブドウ栽培とワインの製造で知られている。20世紀初期に始まり、「フレイム・トーケイ」種ブドウを大量に生産したので「世界のトーケイ首都」と自称して宣伝した[25][26]。その後、主にジンファンデル種に置き換えられ、現在はカリフォルニアのワイン用ブドウ首都と呼んでいる。

### 演劇
チェンジング・フェイシズ劇団は非営利の学生が運営する劇団であり、ローダイ芸術委員会が支援している。毎夏2週間の公演日があり、6歳までの子供、カレッジの学生、また幾らかの成人も出演する。通常の会場はジェシーズ・グローブ・ワイナリーであり、同時に他の行事も多く開催される
ローダイ・ミュージカル劇団も著名な劇団であり、ハッチンズ通り広場で、『ウェストサイド物語』や『ジョセフ・アンド・アメイジング・テクニカラー・ドリームコート』などを演じている。

## 出身関連著名人

### 出身著名人
- ア・スカイリット・ドライヴ、ポスト・ハードコアのバンド
- ジェイソン・バートレット、メジャーリーグベースボール選手
- ビル・カートライト、NBAバスケットボール選手
- デビッド・クーパー、メジャーリーグベースボール選手
- ニック・ディアス、総合格闘家、Strikeforce・ウェルター級チャンピオン
- ネイト・ディアス、総合格闘家
- ロバート・モンダヴィ、ワイン醸造業者、ワイナリーのオーナー

## ローダイを舞台とした作品

### 音楽
バンド「クリーデンス・クリアウォーター・リバイバル」の歌『ローダイ』はローダイ市に因む命名だが、作詞家のジョン・フォガティはローダイ市を訪れたことがなく、単純に「カッコイイ響きの地名」だと思ったということである。
現在でもその歌詞の「Oh, Lord, stuck in Lodi again」が、ブドウ祭など市内の様々な行事でテーマになってきている。歌の中の主人公はローダイで金が尽き、運も同時に無くなったことを嘆いており、また温かい歓迎では無かったはずのものだが、楽観的である。主人公は「1夜の音楽興行で町に来て」いるが、その「計画は失敗し」ている。
おそらくローダイの住人は彼の公演チケットを多く買わなかったことだろう。さらにローダイにいることを嘆き、「私の友達を取っていったように見える」と言っている。明らかに多くの地元住民がローダイでより良い経験をしてきている。

### テレビ
テレビの人気番組『サンズ・オブ・アナーキー』は、ローダイから直ぐにある架空の町が舞台である。ローダイアはグリム・バスターズとカラバラスMCという2人のギャングの住む所になっている。